# Маральник-1
Маральник-1 (рос. Маральник-1) — село Усть-Коксинського району, Республіка Алтай Росії. Входить до складу Верх-Уймонського сільського поселення.
Населення — 53 особи (2015 рік).